# シャシャ・ザトゥーナ
『 シャシャ・ザトゥーナ 』（　原題： Zsa Zsa Zaturnnah : Ze Moveeh ）は、2006年に製作されたフィリピンの映画。カルロ・ヴェルガラのコミック『 Zsazsa Zaturnnah 』の映画化作品。監督は『ママに花束を!』のジョエル・C・ラマンガン。
日本では、東京国際シネシティフェスティバル2007（11月24日）にて上映された。

## キャスト
- シャシャ・ザトゥーナ：シャシャ・パディーリア
- アダ：ルストム・パディーリア
- 女王フェミーナ：ポップス・フェルナンデス
- ディディ：チョコレイト
- ドドン：アルフレッド・ヴァルガス
- アルバ